# Duncan McGuire
Pour les articles homonymes, voir McGuire.
Duncan McGuire, né le 5 février 2001 à Omaha dans le Nebraska, est un joueur international américain de soccer. Il joue au poste d'avant-centre à Orlando City.

## Carrière

### En club
En 2022, il rejoint le club de Lane United qui joue en USL League Two. Il joue son premier match le 21 mai 2022 lors d'une victoire 5-1 contre Ballard FC et marque pour l'occasion son premier but. 
Le 21 décembre 2022, McGuire est sélectionné au premier tour (6e au total) du SuperDraft 2023 de la MLS Orlando City. Le 22 février 2023, il est officiellement annoncé par le club. Le 11 mars, il fête ses débuts en MLS contre le D.C. United en inscrivant un but.

### En sélection
Le 20 janvier 2024, il honore sa première sélection en entrant en jeu lors de la défaite des États-Unis un but à zéro contre la Slovénie .
Il fait partie de la sélection olympique qui participe aux Jeux olympiques d'été de Paris 2024. Sortie de la poule après deux victoires en trois matchs, les Américains sont éliminés en quart de finale.

### En club
| Saison                | Club                  | Championnat           | Championnat | Championnat | Championnat | Coupe(s) nationale(s) | Coupe(s) nationale(s) | Coupe(s) nationale(s) | Compétition(s) continentale(s) | Compétition(s) continentale(s) | Compétition(s) continentale(s) | Compétition(s) continentale(s) | Autres compétitions | Autres compétitions | Autres compétitions | Autres compétitions | Total | Total | Total |
| Saison                | Club                  | Division              | M.          | B.          | P.d.        | M.                    | B.                    | P.d.                  | Comp.                          | M.                             | B.                             | P.d.                           | Comp.               | M.                  | B.                  | P.d.                | M.    | B.    | P.d.  |
| 2023                  | Orlando City SC       | MLS                   | 29          | 13          | 3           | 1                     | 0                     | 0                     | CC+LC                          | 1+3                            | 0+2                            | 0                              | PO                  | 3                   | 0                   | 0                   | 37    | 15    | 3     |
| 2024                  | Orlando City SC       | MLS                   | 27          | 10          | 2           | -                     | -                     | 0                     | CC+LC                          | 3+2                            | 1+0                            | 0                              | PO                  | 5                   | 0                   | 0                   | 37    | 11    | 2     |
| 2024                  | Orlando City SC       | MLS                   | 12          | 1           | 1           | 2                     | 1                     | 0                     | -                              | -                              | -                              | 0                              | -                   | -                   | -                   | -                   | 14    | 2     | 1     |
| Total sur la carrière | Total sur la carrière | Total sur la carrière | 68          | 24          | 6           | 3                     | 1                     | 0                     | -                              | 9                              | 3                              | 0                              | -                   | 8                   | 0                   | 0                   | 88    | 28    | 6     |

### En sélection nationale
| Saison                | Sélection             | Phases finales        | Phases finales | Phases finales | Éliminatoires | Éliminatoires | Ligue des nations | Ligue des nations | Matchs amicaux | Matchs amicaux | Total | Total |
| Saison                | Sélection             | Compétition           | M              | B              | M             | B             | M                 | B                 | M              | B              | M     | B     |
| --------------------- | --------------------- | --------------------- | -------------- | -------------- | ------------- | ------------- | ----------------- | ----------------- | -------------- | -------------- | ----- | ----- |
| 2023-2024             | États-Unis            | -                     | -              | -              | -             | -             | -                 | -                 | 1              | 0              | 1     | 0     |
| Total sur la carrière | Total sur la carrière | Total sur la carrière | -              | -              | -             | -             | -                 | -                 | 1              | 0              | 1     | 0     |